# ゲンナジー・シプリン
ゲンナジー・シプリン（ロシア語: Геннадий Яковлевич Шипулин, 1954年4月29日 - ）は、ロシアのバレーボール指導者。ベルゴロド出身。

## 来歴
1998年からロシア代表監督としてチームを率い、1999年ワールドカップで金メダル獲得、2000年シドニーオリンピックで銀メダル獲得に導いた。2004年アテネオリンピックではチームに銅メダルをもたらした。
ロシア・スーパーリーグのベロゴリエ・ベルゴロドの監督としては、リーグ優勝8回、ロシアカップ優勝8回、欧州チャンピオンズリーグ優勝3回、CEVカップ優勝1回、世界クラブ選手権優勝1回へと導いている。

## 指導歴
- ベロゴリエ・ベルゴロド（1990-2018年）
- バレーボールロシア男子代表（1998-2004年）